# Hemerobius striatus
Hemerobius striatus är en insektsart som beskrevs av Nakahara 1915. Hemerobius striatus ingår i släktet Hemerobius och familjen florsländor. Inga underarter finns listade i Catalogue of Life.